# Pallavolo ai Giochi panamericani - Torneo femminile
Il torneo femminile di pallavolo ai Giochi panamericani si svolge con una cadenza di ogni quattro anni durante i Giochi panamericani. Introdotto nei giochi nel 1955, alla competizione partecipano un totali di otto squadre sia nordamericane che sudamericane.

## Edizioni
| Edizione      | Edizione          |  | Podio           | Podio       | Podio           |
| Anno          | Organizzatore     |  | Campione        | Seconda     | Terza           |
| ------------- | ----------------- |  | --------------- | ----------- | --------------- |
| 1955 Dettagli | Città del Messico |  | Messico         | Stati Uniti | Brasile         |
| 1959 Dettagli | Chicago           |  | Brasile         | Stati Uniti | Perù            |
| 1963 Dettagli | San Paolo         |  | Brasile         | Stati Uniti | Messico         |
| 1967 Dettagli | Winnipeg          |  | Stati Uniti     | Perù        | Cuba            |
| 1971 Dettagli | Cali              |  | Cuba            | Perù        | Messico         |
| 1975 Dettagli | Città del Messico |  | Cuba            | Perù        | Messico         |
| 1979 Dettagli | San Juan          |  | Cuba            | Perù        | Brasile         |
| 1983 Dettagli | Caracas           |  | Cuba            | Stati Uniti | Perù            |
| 1987 Dettagli | Indianapolis      |  | Cuba            | Perù        | Stati Uniti     |
| 1991 Dettagli | L'Avana           |  | Cuba            | Brasile     | Perù            |
| 1995 Dettagli | Mar del Plata     |  | Cuba            | Stati Uniti | Canada          |
| 1999 Dettagli | Winnipeg          |  | Brasile         | Cuba        | Stati Uniti     |
| 2003 Dettagli | Santo Domingo     |  | Rep. Dominicana | Cuba        | Stati Uniti     |
| 2007 Dettagli | Rio de Janeiro    |  | Cuba            | Brasile     | Stati Uniti     |
| 2011 Dettagli | Guadalajara       |  | Brasile         | Cuba        | Stati Uniti     |
| 2015 Dettagli | Toronto           |  | Stati Uniti     | Brasile     | Rep. Dominicana |
| 2019 Dettagli | Lima              |  | Rep. Dominicana | Colombia    | Argentina       |
| 2023 Dettagli | Santiago del Cile |  | Rep. Dominicana | Brasile     | Messico         |

## Medagliere
| Pos. | Squadra         | 1º posto | 2º posto | 3º posto | Totale |
| ---- | --------------- | -------- | -------- | -------- | ------ |
| 1    | Cuba            | 8        | 3        | 1        | 12     |
| 2    | Brasile         | 4        | 4        | 2        | 10     |
| 3    | Rep. Dominicana | 3        | 0        | 1        | 4      |
| 4    | Stati Uniti     | 2        | 5        | 5        | 12     |
| 5    | Messico         | 1        | 0        | 4        | 5      |
| 6    | Perù            | 0        | 5        | 3        | 8      |
| 8    | Colombia        | 0        | 1        | 0        | 1      |
| 9    | Argentina       | 0        | 0        | 1        | 1      |
| 9    | Canada          | 0        | 0        | 1        | 1      |